# Madoc
Madoc soll einer wohl erst gegen Ende des 16. Jahrhunderts entstandenen Legende zufolge ein walisischer Prinz und unehelicher Sohn des Königs Owain Gwynedd gewesen sein, der um 1170 (mehr als 300 Jahre vor Christoph Kolumbus) in Amerika gelandet sein und dort auch Siedlungen gegründet haben soll. Die britischen Begründer dieser These im 16. Jahrhundert hatten ein handfestes Interesse, diese zu vertreten, um so ältere Rechte an Amerika geltend zu machen als die Spanier.

## Die Legende
Nach König Owain Gwynedds Tod im Jahr 1170 stritten seine mindestens 16 Söhne um das Erbe und die Regentschaft. Um den Kämpfen zu entgehen, soll Madoc sich entschlossen haben, westwärts zu segeln. Diese Expedition soll Madoc über die Nordküste Irlands bis an die Mobile Bay im heutigen Alabama geführt haben. Madoc kehrte der Legende zufolge nach Wales zurück, erzählte dort von seiner Entdeckung und scharte Abenteurer um sich, um das Neuland zu besiedeln. 1170 segelte Madoc mit zehn Schiffen erneut gen Westen, seither gibt es keine Spur von ihm. Der Legende zufolge erreichte er Amerika erneut und siedelte im Gebiet des heutigen Georgia, Kentucky oder Tennessee. Aufgrund von Kriegen gegen die Indianer soll sich Madoc mit seinen Männern an den Missouri River zurückgezogen haben, wo er den Stamm der Mandan gründete, der schließlich im 19. Jahrhundert durch das Pockenvirus fast komplett ausgerottet wurde.
Zwar hatte König Owain eine stattliche Anzahl an Kindern von zwei ehelichen Frauen und mindestens vier Geliebten, aber es existiert keinerlei Dokument oder Hinweis auf einen Prinzen Madoc.

## Madoc als einer der ersten weißen Siedler in Nordamerika?
Diese Hypothese stützt sich vor allem auf vier Argumente, deren Gegenargumente hier mitaufgeführt werden:

### Indianische Erd- und Steinbauten

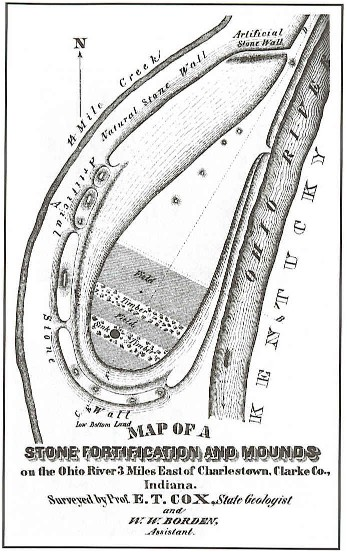
Skizze der Festung am Ohio River

Im 18. und frühen 19. Jahrhundert wurden in den östlichen USA Erd- und Steinbauwerke gefunden. Die weißen Siedler trauten aufgrund rassistischer Vorurteile den Indianern die Errichtung solcher Kulturbauten nicht zu. Dennoch waren die Erbauer nordamerikanische Ureinwohner, die als Moundbuilders bezeichnet wurden. Insbesondere drei steinerne Anlagen, die als Festungen gedeutet wurden, zwei in Manchester, Tennessee und in Louisville, Kentucky, beide am Ohio River und eine an den DeSoto-Fällen in Alabama gaben Rätsel auf. Datierungen ergaben das 12. Jahrhundert, also mehrere Jahrhunderte vor der Entdeckung des Kontinents durch Kolumbus.
Zu den Moundbuildern gab es verschiedene Theorien, die Madoc-These beruht auf einer oberflächlichen Ähnlichkeit des Baus in Alabama mit den Überresten der Burg Dolwyddelan, des Geburtsortes Madocs. Die Region zwischen dem Ohio-River und den DeSoto-Fällen wurde zu dem Gebiet erklärt, in das Madoc vorgestoßen sein könnte. Dazu passte eine Legende der Cherokee, nach der die Steinfestungen "von weißen Männern, die über das große Wasser kamen," gebaut wurden.
Nähere Untersuchungen ergaben jedoch, dass die Cherokee die Region erst deutlich nach dem Bau der Anlagen besiedelten, und die vermeintliche Ähnlichkeit mit Dolwyddelan Castle beruht auf dessen steinernem Turm, der erst zu Beginn des 13. Jahrhunderts, also nach Madocs angeblicher Überfahrt, errichtet wurde. Die Moundbuilder wurden seither als Fehlannahme entlarvt, die Erd- und Steinbauten stammen von verschiedenen indianischen Kulturen, darunter die Adena-Kultur, die Hopewell-Kultur und die am höchsten entwickelte Mississippi-Kultur.

### Die „weißen“ Indianer

Mandan in einem Coracle

Es gab auch Gerüchte über einen „weißen“ Indianerstamm. Der Maler George Catlin erforschte als erster die Kultur der Mandan, eines Indianerstammes in North Dakota. Die Mandan unterschieden sich in ihrer Kultur deutlich von allen anderen bekannten Indianerstämmen, sie fertigten beispielsweise blaue Glasperlen an, wie sie sonst kein Indianerstamm herzustellen vermochte. Gemäß der Mythologie der Mandan strandete die höchste Gottheit der Mandan, Lone Man, nach einer riesigen Flut als einziger Überlebender auf einer Anhöhe der Prärie. Er war am ganzen Körper mit weißer Farbe bestrichen und landete in einem Kanu. Die Mythologie der Mandan lässt angeblich Parallelen zur biblischen Geschichte erkennen. Auch Totenkult und Bauweise der Mandan-Dörfer ähneln der walisischen Tradition. Weiter gab es unter den Mandan auffallend viele blonde oder blauäugige Stammesangehörige. Sie bedienten sich angeblich einer dem Walisischen nicht unähnlichen Sprache und sie benutzten Boote, die es nirgends sonst in Nordamerika gibt. Die Boote ähnelten den kleinen, ovalen, geflochtenen Ruderbooten, die zu Madocs Zeiten in Wales gebräuchlich waren (sogenannte Welsh Coracles).
Diese Beobachtungen wurden durch die Lewis-und-Clark-Expedition nicht bestätigt. Die Sprache der Mandan gehört zudem zur Sioux-Sprachfamilie.
Die Legende unter den nordamerikanischen Indianern, die ein Königreich im Nordosten des Kontinents beschrieb, das von weißen Männern begründet war, bezieht sich vielleicht auf die Wikingersiedler des 11. Jahrhunderts. Im Zuge der Kolonialisierung vermischten sich auch europäische Siedler mit diversen Indianerstämmen, und das bereits im frühen 16. Jahrhundert.

### Clarks Gräberfund
Angeblich entdeckte George Rogers Clark, der ältere Bruder von William Clark, 1799 eher zufällig am Nordufer des Ohio Rivers einen Grabstein mit dem Datum 1186. Man exhumierte sechs Skelette, die auf einer Brustplatte aus Messing das walisische Wappen eingraviert hatten. Verziert war die Brustplatte mit einer Meerjungfrau und einer Harfe. Ebenfalls darauf befand sich eine lateinische Inschrift, die übersetzt soviel bedeutete wie „Tugendhafte Taten verdienen immer Belohnung“. Clark schloss daraus, dass es sich nur um Männer von Madoc handeln könne. Im Gebiet des Ohio River befindet sich ebenfalls eine von Clark entdeckte Steinfestung.
In der Biographie von Clark findet sich nicht der geringste Hinweis auf einen Gräberfund.

### Der Name „Mandan“
Die Begleiter Madocs wurden von den Walisern Madawgwys genannt. Gemäß Catlin könnte diese Bezeichnung leicht zu Mandan abgeleitet worden sein.

## Dokumentationen
- War ein walisischer Prinz vor Kolumbus in Amerika? - Terra X TV-Dokumentation, ZDF 2019.